# Auctorum
Auctorum (скраћено auct. или auctt.) таксономски термин у биологији који се користи да означи да је име врсте коришћено од бројних накнадних аутора, а не од оригиналног аутора. Аuctorum генитив плурала од латинске речи аuctor = аутор (од аутора). Често се користи у комбинацији са non или nec да укаже на погрешно име.
На пример, аутор спонтаног међуврсног хибрида између ситнолисне и крупнолисне липе Tilia x europaea auct. non L. (Tilia cordata × Tilia platyphyllos) је група аутора (auct.) а не Лине (non L.) јер је Лине аутор базионима за Tilia cordata Mill. и Tilia platyphyllos Scop. којима је дао заједничко име Tilia europaea L.